# Ody Mandrell
Ody Mandrell a Csillagok háborúja elképzelt univerzumának egyik szereplője.

## Leírása
Ody Mandrell tatuini születésű er'kit férfi, aki fogathajtóverseny pilótaként vált híressé. Magassága 1,63 méter és testtömege 58 kilogramm. Bőrszíne szürke, zöldes. Szemszíne fekete; haja nincs.

## Élete
Mandrell egyike a legfiatalabb fogathajtó-versenyzőknek. Már tinédzserkorától űzi ezt a sportot. Az er'kitekre jellemző igen kemény és szívós bőre miatt Mandrell csaknem sértetlenül tudta elhagyni baleseteinek helyszínét; pedig volt is jó pár. A merésznek született pilóta nem csak a pénzért és hírnévért versenyzik, hanem a verseny közben érezhető pillanatért is. Verseny közben járművének mindig a csúcssebességét használja, gyakran az élesebb kanyaroknál szinte odavágva magát; eközben mint egy őrült, nagyban kacag.
Az XL 5115 nevű járművével, amelyet az Exelbrok gyártott neki, Mandrell jelentős károkat tudott okozni a versenytársainak. Cseppet sem törődik azzal, hogy talán vannak nála jobb fogathajtó-versenyzők is. A nézők mindig kedvelik a bravúros tetteit; a Boonta-esti futam alatt mindig a kedvencek között szerepel. Azon a versenyen, amelyen Anakin Skywalker elnyerte a szabadságát, a bokszutcában Mandrell járműve beszívta a DUM-4 nevű pit droidot. A verseny után Mandrell megjavította a versenyjárművét, és hamarosan újból versenyezhetett.
Az Ord Ibanna bolygón határozottan uralta a Dethro's Revenge nevű versenypályát, és a nézőknek az egyik kedvence lett.
Y. u. 8-ban Ody az egykori ellenfelével, Teemto Pagaliesszal Uldának dolgoznak a Mos Espa-i Nagy Arénában (Grand Arena) (ekkortájt a Galaktikus Birodalom betiltotta a fogathajtóversenyeket; az Arénát másféle versenyekre használták, így lett átnevezve Swoop racing arénára). Amikor Han Solo és Leia Organa megjelennek a Arénánál gyors járművet keresve, hogy utol tudják érni az elszökött Kitster Chanchani Banait és visszaszerezzék a Killik Twilight című fűfestményt; Mandrell az aki Hannak előkészíti a Rao's swoop bike-ot. Ez a jármű nem egyéb, mint egy fogathajtóverseny motorra rászerelt szék.

## Megjelenése a filmekben, könyvekben és videójátékokban
Ody Mandrellal a „Baljós árnyak” című filmben találkozhatunk először. Ő is részt vesz a Boonta-esti futamon. Azóta több könyvben és videójátékban is kapott szerepet.

## Fordítás
- Ez a szócikk részben vagy egészben az Ody Mandrell című Wookieepedia-szócikk fordítása. Az eredeti cikk szerkesztőit annak laptörténete sorolja fel.